# 段民
段民（1376年—1434年），字時舉，南直隶武进人。明朝官員，仕至南京刑部侍郎。

## 生平
段民於永乐元年（1403年）中舉人，次年联捷二甲第九十名進士，选庶吉士，除刑部主事，参与修撰《五经四书大全》、《性理大全》，进升郎中。永樂十八年（1420年），山東爆發唐賽兒起事，三名省級官員被處決，段民被擢爲山東左參政。唐賽兒兵敗後，下落不明，朝廷疑其出家，先後捉拿山東、北京等地的尼姑及出家婦女幾萬人。段民盡力從寬查辦，以安撫民情。
宣德三年（1428年），署任南京戶部右侍郎，後正式任職，又改南京刑部右侍郎。當時，兩部都以無作為而聞名，段民到任後，宿弊一清。宣德八年（1433年）因減免重犯罪責被給事中年富等參劾，得到宣宗赦免。次年二月卒於任內。段民為官清廉，身後幾乎無錢入殮，宣宗得知後，賜祭葬。由楊士奇撰墓誌銘。 百餘年後，方追諡襄介。《明史》有傳。